# Hans V. Bischoff
Hans Vilhelm Bischoff (født 2. oktober 1932 på Amtssygehuset i Næstved, død 26. marts 2021 på Rigshospitalet) var en dansk journalist og tidligere studievært.
Bischoff blev uddannet journalist på B.T. og Berlingske Aftenavis i 1955. Han var derefter ansat ved Information og på nyhedsmagasinet NB!, men kom i 1975 til DR, hvor han fik sit folkelige gennembrud. Her var han bl.a. vært på TV Avisen, Morgennisserne, Hvornår var det nu det var?, ligesom han var vært på DR's dækning af folketingsvalg adskillige år i træk, senest i 1994. I 2001 medvirkede han dog i en valgoptaktsudsendelse som følge af folkekrav på internettet om at få ham tilbage på skærmen. Han gik på pension i 2002. Bischoff var i sin tid på tv kendt for at kunne forklare komplicerede økonomiske spørgsmål på en pædagogisk facon.
I 2010 blev han gift med Hanne Kirkeberg.
I en årrække var han formand for Publicistklubben, hvor han senere var æresmedlem. Han boede fra 1960 i Dragør, hvor han var engageret i byens borgerforening. Fra 1986 havde han også et hus på den græske ø Syros.

## Anerkendelser
- 1968: Cavlingprisen (for påvisningen af fejl og mangler ved indsamlingen af materiale til beregning af pristallet og som anerkendelse af hans journalistiske behandling af det økonomiske stof)
- 1974: Merkur-Guldmedaljen
- 1991: Danmarks Radios Sprogpris